# 무기와 육체
무기와 육체는 한국에서 제작된 황학봉 감독의 1968년 영화이다. 김진규 등이 주연으로 출연하였고 성동호 등이 제작에 참여하였다.

## 출연

### 주연
- 김진규
- 허장강
- 이예춘
- 문정숙

## 제작진
- 조명: 손영철
- 미술: 이봉선